# Maison de la Harpe Celtique de Dinan
La Maison de la Harpe Celtique, en breton Ti an Delenn, est un bâtiment du Moyen Âge au 6 rue de l'Horloge à Dinan, renfermant depuis 2003 le siège social du Comité des Rencontres Internationales de Harpe Celtique (CRIHC) et servant de lieu d'expositions et d'ateliers.

## Historique
En 2003, fut créé le Musée, par l'association du Comité des Rencontres Internationales de Harpe Celtique ayant pour but de promouvoir toutes les formes de harpe celtique. Cette association organise depuis 1989 un festival de harpe celtique à la réputation internationale.

## Architecture
Splendide maison à colombages et à porche, en plein centre médiéval de Dinan. Elle fut construite en 1559 à Lanvollon (au Nord de Saint-Brieuc) et mise en pièces en 1934 avant d'être remontée à Dinan en 1939.
Le premier étage en avancée sur la rue, repose sur trois colonnes en granit. Ses pièces maîtresses sont en bois, les murs en torchis et sur deux des façades, des petits personnages ont été sculptés et peints, en costume du seizième siècle.

## Informations pratiques
Elle propose des ateliers de harpe et des découvertes pour les scolaires ainsi que des concerts. Elle comporte également une boutique avec des livres, partitions, CD. Elle est ouverte du mardi au samedi, les après-midi (de février à Pâques et du 1er juin à fin septembre).

### Expositions
Thèmes différents chaque année.
- 2007 : Harpes des Celtes, Corps et Âme, du 13 février au 9 mars

### Collections permanentes
- Harpes du monde

## Rencontres Internationales de Harpe celtique à Dinan

Festival organisé par le Comité des Rencontres internationales de Harpes Celtiques

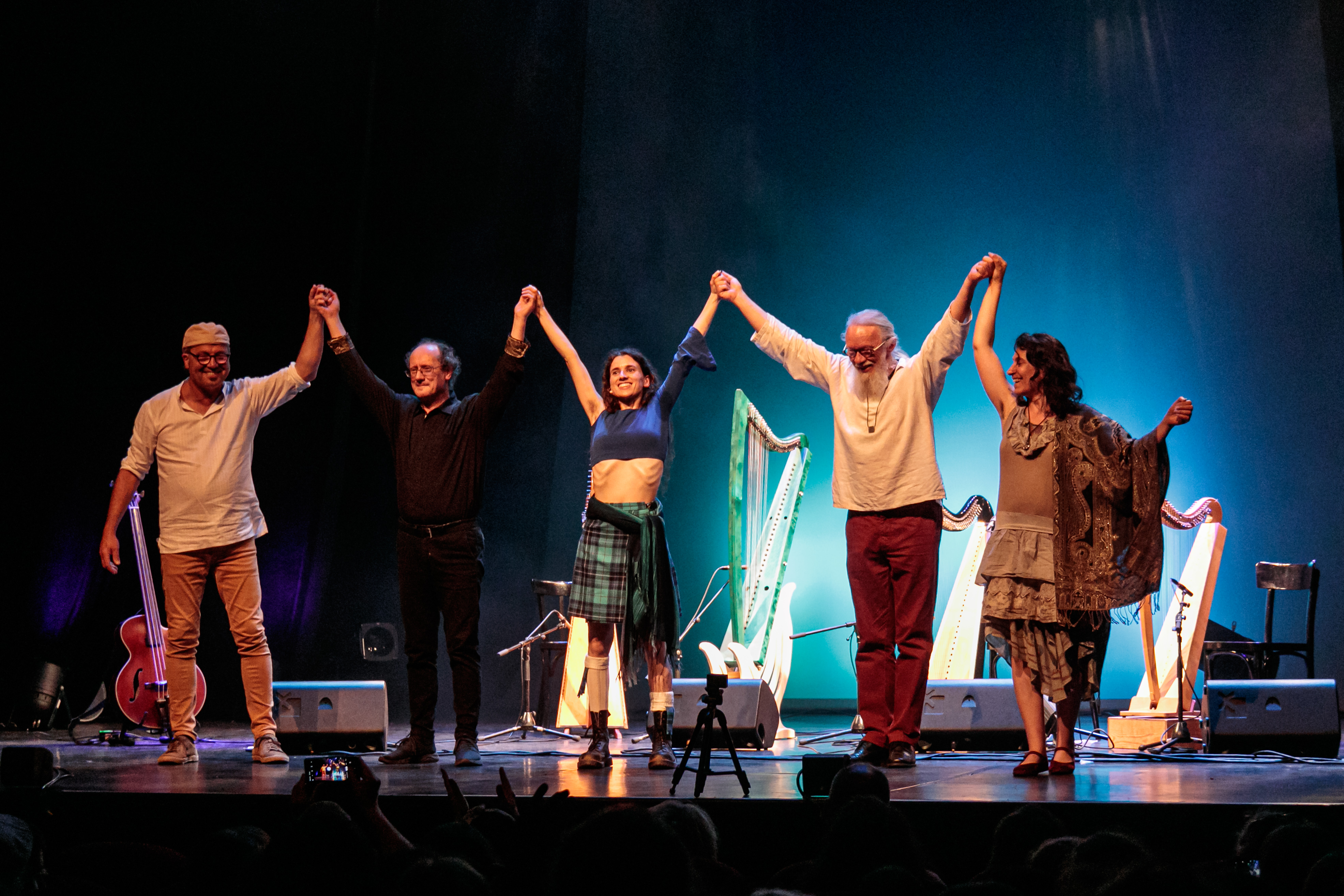
Myrdhin entouré de ses invités harpistes aux rencontres 2023.

Depuis 1984, Myrdhin et les membres de l'association organisent le festival construit autour des stages, des salons des luthiers et des concerts dont la programmation se veut éclectique et internationale, faisant se rencontrer des « harpeurs » de toute l'Europe.
- 2005 : 22e édition du festival, du 12 au 18 juillet[4]
- 2010 : 27e édition du festival, du 7 au 11 juillet [5]
- 2011 : 28e édition du festival, du 6 au 10 juillet (exposition des Harpes Camac)[6]
- 2012 : 29e édition du festival, du 11 au 15 juillet[7]
- 2013 : 30e édition du festival, du 10 au 14 juillet (Harpe en rue, Corrina Hewat, Patsy Seddon, Mary McMaster...)[8]
- 2014 : 31e édition du festival, du 9 au 13 juillet[9]
- 2015 : 32e édition du festival, du 8 au 12 juillet (Norma Ortega, Sirin Pancaroglu, Elisa Vellia, Erik Ask-Upmark)[10]